# اخته‌سازی شیمیایی

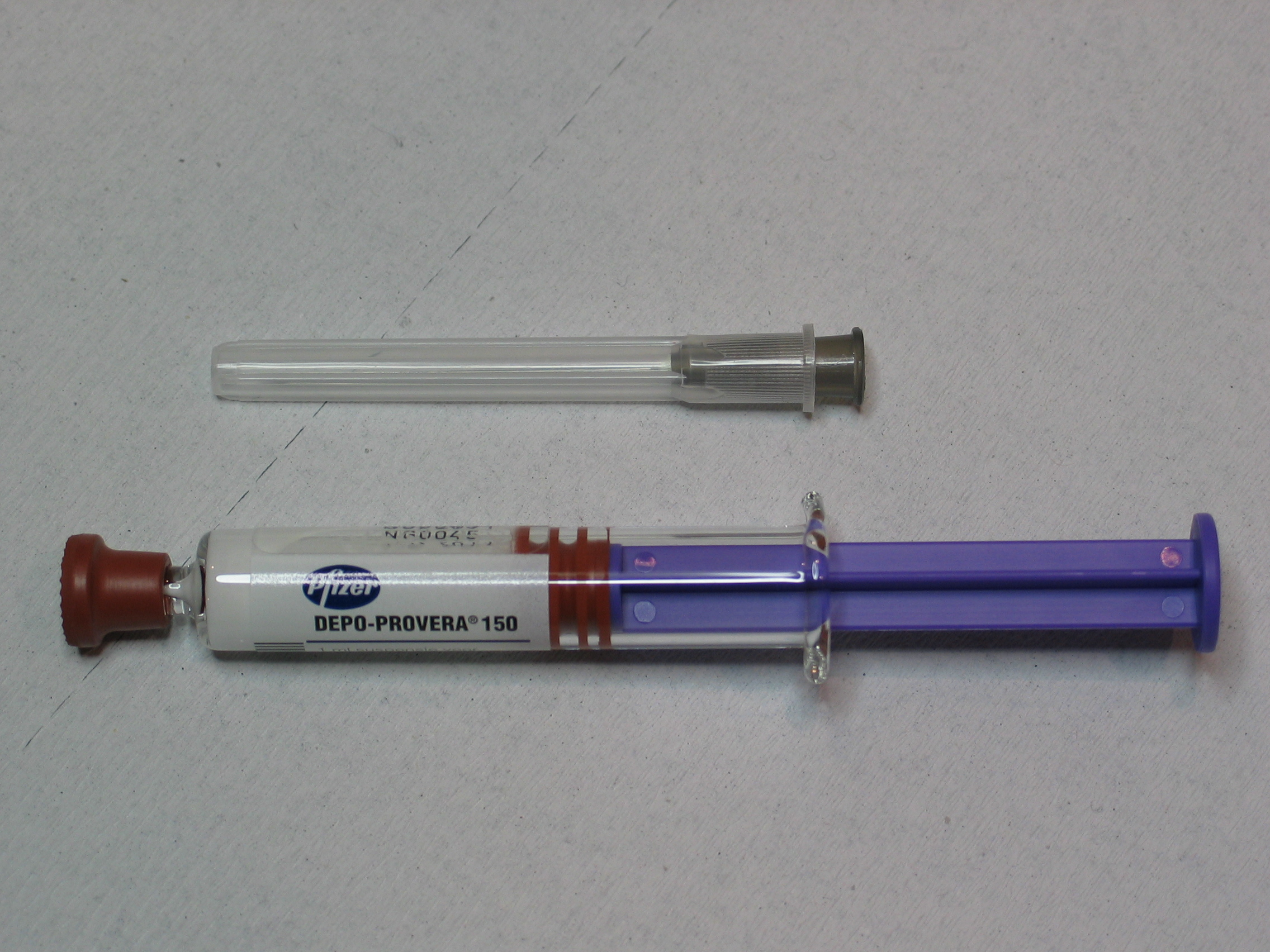
نمایشی از یک سرنگ حاوی مواد اخته سازی

اخته‌سازی شیمیایی (انگلیسی: Chemical castration) روشی برای اخته کردن از طریق داروهای هوس‌کاه است. برخلاف اخته‌سازی از طریق جراحی که غدد جنسی برداشته می‌شوند، اخته‌سازی شیمیایی نه نیازمند حذف عضوی از بدن است و نه صورتی از عقیم‌سازی شمرده می‌شود. اخته‌سازی شیمیایی، با توقف درمان، پایان می‌یابد و از این نظر، روشی برگشت‌پذیر است. بااین‌حال، این روش آثار جانبی خود را دارد که برای مثال در اخته‌سازی طولانی‌مدت با DMPA، تراکم استخوان کاهش می‌یابد.
در برخی کشورها، از اخته‌سازی شیمیایی برای مجازات یا مهار بزهکاران و مجرمان جنسی بهره گرفته می‌شود. 